# Final de la Copa Mercosur 1998

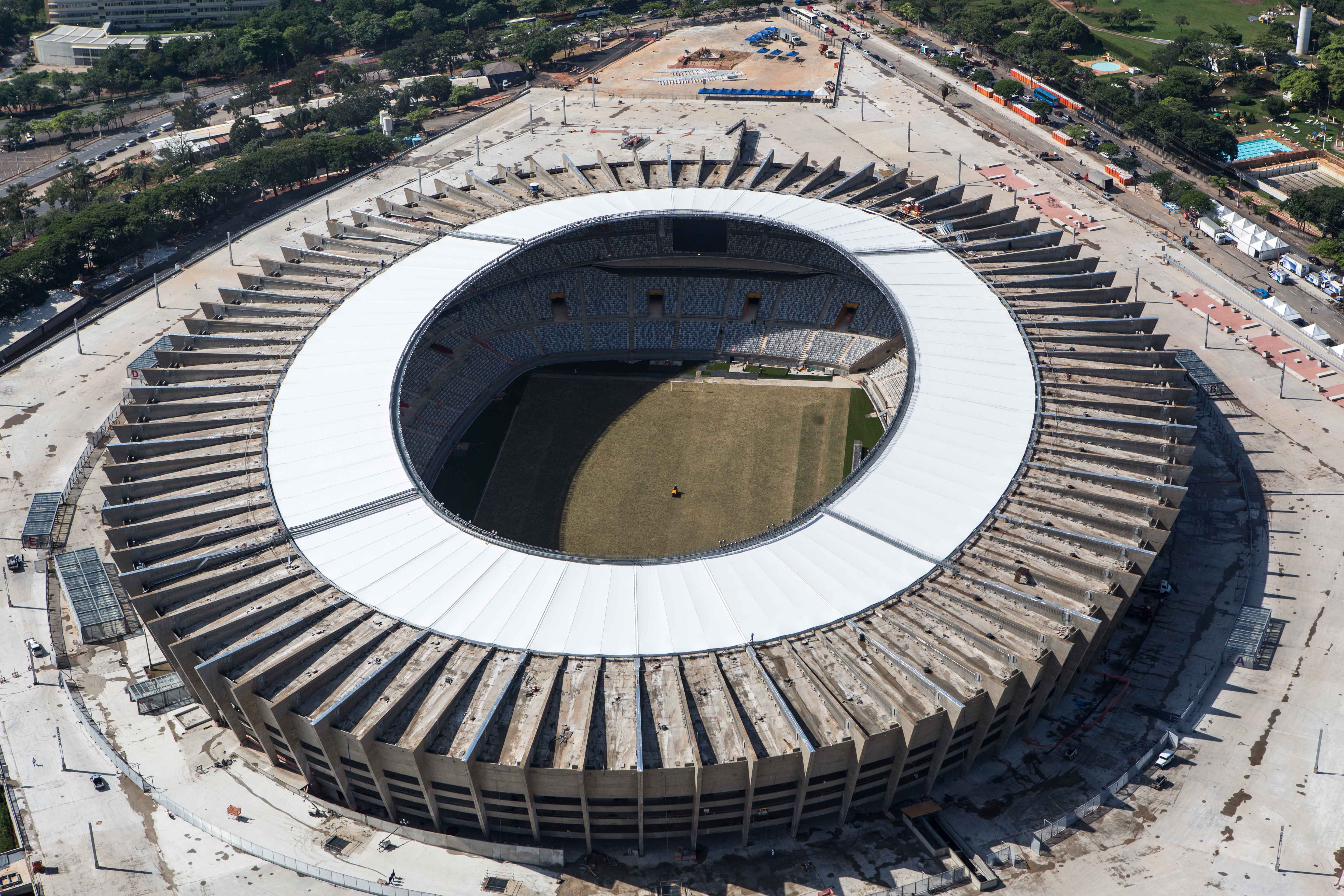
El Mineirão, sede de la final de ida, la cual terminó Cruzeiro 2 - 1 Palmeiras.

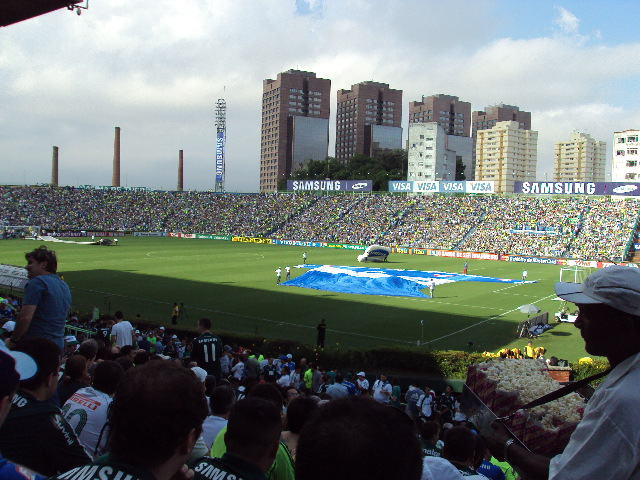
Parque Antártica, sede de la final de vuelta, la cual terminó Palmeiras 3 - 1 Cruzeiro.

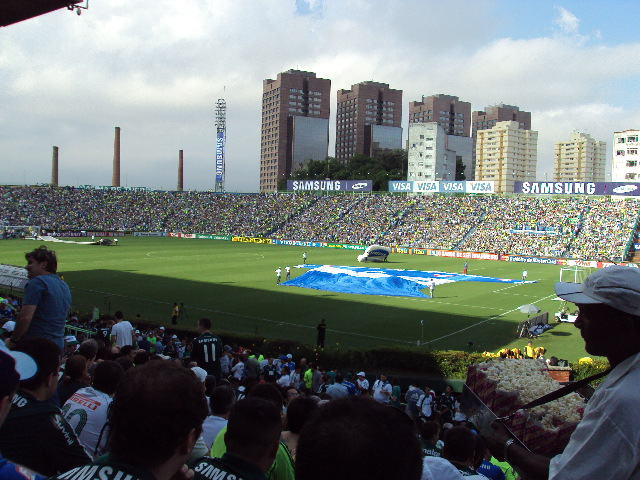
Parque Antártica, sede del tercer partido de la final, la cual terminó Palmeiras 1 - 0 Cruzeiro.

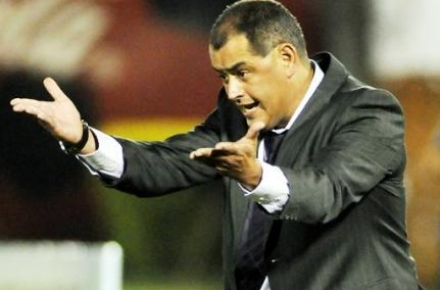
El Chiqui Arce, futbolista paraguayo, autor del gol que le daría el título al Palmeiras.

La final de la Copa Mercosur 1998 fue disputada entre el Palmeiras y el Cruzeiro, ambos de Brasil. Ambos equipos llegaban por primera vez a la final de la Copa Mercosur y buscaban ganarla por primera vez, y convertirse así en el primer campeón de este torneo.
La final de ida se jugó el 16 de diciembre de 1998 en el Mineirão en donde el Cruzeiro derrotaría por 2 a 1 al Palmeiras. La final de vuelta se jugó el 26 de diciembre de 1998 en el Parque Antártica en donde el Palmeiras derrotaría por 3 a 1 al Cruzeiro. Debido a que ambos equipos habían ganado sus respectivos partidos, estaban igualados en puntos, por lo que se tuvo que jugar un tercer partido. El tercer partido se jugó el 29 de diciembre de 1998 en el Parque Antártica en donde el Palmeiras derrotaría por 1 a 0 al Cruzeiro, resultado que le daría el título y se convertiría así en el primer campeón.
Era la primera vez que dos equipos de un mismo país jugaban la final de la Copa Mercosur, motivo por el cual todos los partidos de la final se jugaron en Brasil.

## Reglamento
- La final se jugará en partidos de ida y vuelta.
- La final se definirá por puntos, y el equipo que más puntos tenga será el campeón.
- El equipo que obtenga más puntos luego de jugarse los dos partidos será el campeón.
- Si en caso ambos equipos terminan igualados en puntos luego de jugarse los dos partidos, se jugará un tercer partido, y el vencedor de ese partido será el campeón.
- La final de ida se jugará en el Mineirão.
- La final de vuelta se jugará en el Parque Antártica.
- El tercer partido se jugará en el Parque Antártica.

## Finalistas
| Equipo    | Finales jugadas anteriormente |
| --------- | ----------------------------- |
| Palmeiras | Ninguna                       |
| Cruzeiro  | Ninguna                       |

## Enfrentamientos

### Tabla de posiciones en la final
| Equipo    | PTOS | PJ | PG | PE | PP | GF | GC | DG |
| --------- | ---- | -- | -- | -- | -- | -- | -- | -- |
| Palmeiras | 6    | 3  | 2  | 0  | 1  | 5  | 3  | +2 |
| Cruzeiro  | 3    | 3  | 1  | 0  | 2  | 3  | 5  | –2 |

### Resultados
| Bandera de Brasil | vs. | Bandera de Brasil |
| Palmeiras 1 3 1   | vs. | Cruzeiro 2 1 0    |

| Puntos Palmeiras 6 - 3 Cruzeiro |

### Detalles
| 16 de diciembre de 1998 | Cruzeiro                                    | 2:1 (1:1) | Palmeiras        | Estadio Mineirão, Belo Horizonte                                                |                                                                                 |
| 21:45                   | Marcelo Ramos 21' · Fábio Júnior 89' (pen.) |           | 44' Roque Júnior | Asistencia: 50 000 espectadores Árbitro(s): Sidrack Marinho dos Santos (Brasil) | Asistencia: 50 000 espectadores Árbitro(s): Sidrack Marinho dos Santos (Brasil) |

| 26 de diciembre de 1998 | Palmeiras                               | 3:1 (1:1) | Cruzeiro               | Parque Antártica, São Paulo                                                    |                                                                                |
| 16:40                   | Cléber 8' · Oséas 52' · Paulo Nunes 85' | Reporte   | 3' (pen.) Fábio Júnior | Asistencia: 32 000 espectadores Árbitro(s): Cláudio Vinícius Cerdeira (Brasil) | Asistencia: 32 000 espectadores Árbitro(s): Cláudio Vinícius Cerdeira (Brasil) |

| 29 de diciembre de 1998 | Palmeiras | 1:0 (0:0) | Cruzeiro | Parque Antártica, São Paulo                                                     |                                                                                 |
| 21:45                   | Arce 62'  |           |          | Asistencia: 28 959 espectadores Árbitro(s): Luciano Augusto de Almeida (Brasil) | Asistencia: 28 959 espectadores Árbitro(s): Luciano Augusto de Almeida (Brasil) |

### Alineaciones

#### Ida
|  | Cruzeiro 2 | Palmeiras 1 |

| CRUZEIRO:                  |
| Dida                       |
| Gustavo                    |
| Marcelo Djian              |
| João Carlos                |
| Gilberto                   |
| Valdir                     |
| Ricardinho                 |
| Valdo a'                   |
| Caio b'                    |
| Müller                     |
| Marcelo Ramos 21' c'       |
| Levir Culpi (DT)           |
| Cambios:                   |
| Djair a'                   |
| Alex Alves b'              |
| Fábio Júnior c' 89' (pen.) |

| PALMEIRAS:               |
| Velloso                  |
| Neném                    |
| Júnior Baiano a'         |
| Cléber                   |
| Júnior                   |
| Roque Júnior 44'         |
| Rogério                  |
| Francisco Arce b'        |
| Zinho                    |
| Paulo Nunes              |
| Oséas c'                 |
| Luiz Felipe Scolari (DT) |
| Cambios:                 |
| Agnaldo a'               |
| Almir b'                 |
| Alex c'                  |

#### Vuelta
|  | Palmeiras 3 | Cruzeiro 1 |

| PALMEIRAS:               |
| Velloso                  |
| Neném                    |
| Júnior Baiano            |
| Cléber 8' a'             |
| Júnior                   |
| Roque Júnior             |
| Rogério                  |
| Alex b'                  |
| Zinho                    |
| Paulo Nunes 85'          |
| Oséas 52' c'             |
| Luiz Felipe Scolari (DT) |
| Cambios:                 |
| Tiago Silva a'           |
| Pedrinho b'              |
| Magrão c'                |

| CRUZEIRO:              |
| Dida                   |
| Gustavo                |
| Marcelo Djian          |
| Wilson Gottardo a'     |
| Gilberto               |
| Valdir b'              |
| Ricardinho c'          |
| Djair                  |
| Valdo                  |
| Müller                 |
| Fábio Júnior 3' (pen.) |
| Levir Culpi (DT)       |
| Cambios:               |
| João Carlos a'         |
| Caio b'                |
| Alex Alves c'          |

#### Play-off
|  | Palmeiras 1 | Cruzeiro 0 |

| PALMEIRAS: |                     |
| 1          | Velloso             |
| 2          | Francisco Arce 62'  |
| 3          | Júnior Baiano       |
| 5          | Roque Júnior        |
| 6          | Júnior              |
| 10         | Rogério             |
| 15         | Tiago Silva         |
| 20         | Alex 45'            |
| 11         | Zinho 89'           |
| 7          | Paulo Nunes         |
| 9          | Oséas 77'           |
| DT         | Luiz Felipe Scolari |
| Cambios:   |                     |
| 19         | Almir 45'           |
| 16         | Pedrinho 77'        |
| 14         | Agnaldo 89'         |

| CRUZEIRO: |                 |
| 1         | Dida            |
| 2         | Gustavo         |
| 3         | Marcelo Djian   |
| 13        | João Carlos     |
| 6         | Gilberto        |
| 16        | Marcos Paulo    |
| 8         | Ricardinho 73a' |
| 10        | Valdo           |
| 7         | Müller 73b'     |
| 9         | Marcelo Ramos   |
| 15        | Fábio Júnior    |
| DT        | Levir Culpi     |
| Cambios:  |                 |
| 14        | Caio 73a'       |
| 17        | Alex Alves 73b' |

|                               |
| Bandera de Brasil             |
| Campeón Palmeiras 1.er título |

| Predecesora: Ninguna | Final de la Copa Mercosur 1998 | Sucesora: 1999 |

- Datos: Q48796356